# Armand Quintana i Panedas
Armand Quintana i Panedas (Manlleu, Osona, 1921 – Vic, 22 de gener del 2005) escriptor, articulista i professor de llengua i literatura catalanes. Com a militant de la resistència cultural durant el franquisme destacà en l'organització en la clandestinitat de cursos de català durant els anys 1950. En la mateixa línia, va ser membre fundador de Cavall Fort i de la delegació d'Òmnium Cultural a Osona, de la qual va ser president de 1976 a 1980. També va ser redactor de la revista Inquietud Artística (1955-1966) i de la premsa catalana, i vinculat tanmateix a l'Associació d'Escriptors en Llengua Catalana, al Patronat d'Estudis Osonencs i a l'Ateneu Barcelonès.
Pel que fa a la seva activitat política va ser, com a independent, regidor de cultura a l'Ajuntament de Vic entre els anys 1983 i 1987 en el govern municipal encapçalat per l'alcalde Ramon Montanyà. Poc després va ingressar a Esquerra Republicana de Catalunya, partit al qual va pertànyer fins a la seva mort el 2005.
La ciutat de Vic li va dedicar el parc al costat del complex cultural L'Atlàntida.
Obres destacades
- El temps cremat (1995)[5]
- A l'ombra del semàfor. Contes i narracions amb Pilar Cabot, (2001)[6]
- La corbata (2005) obra pòstuma[7]